# かいじゅうずかん
『かいじゅうずかん』は、日本のミュージシャン・米津玄師による単行本である。2016年12月10日にロッキング・オン・ジャパンから発売された。

## 解説
主に音楽家として活動する米津にとって、本作は初の書籍作品である。邦楽ロック誌『ROCKIN'ON JAPAN』で2013年8月号から2015年12月号まで掲載されたものを書籍化したもので、米津が創造した架空の「かいじゅう」の精緻なイラストと、それの説明を成す文章で構成されている。
単行本には誌上に掲載された28体と、新たに描き下ろされた13体の「かいじゅう」を加えた計41体が登場する。印刷部分が盛り上がる特殊加工印刷（バーコ印刷）を施した「かいじゅう」たちのイラストを表面に、名前と生態を裏面に印刷した、B5サイズの「かいじゅうカード」をキャンバスをイメージした風合いの箱に収めた仕様となっている。さらに米津が「かいじゅうずかん」の世界観を表現した楽曲「love」が収録されたCDが封入されている。

## かいじゅう
「かいじゅう」は本来使われる「怪獣（正体不明の怪しい動物）」とは異なり、作品内でのみ用いられる方法で定義される。
- 人語を使用、あるいは高度に理解できること
- 既存の分類学に当てはまらない独立種であること
- 人知を超えた解明できない能力を持っていること
- 元は人間であったこと

これら4つの内2つが当てはまるものを「かいじゅう」と定義している。

### かいじゅうリスト
1. 骨門番（ほねもんばん）
  - 門を見つけると構わず門番になってしまうかいじゅう。門番になると家主と侵入者の判断がつかずに攻撃してしまう。
  - 「かいじゅうずかんフィギュア〈骨門番〉」としてグッズ化されている。
2. おまわりさん
  - 空中を浮遊して人間を観察しているかいじゅう。丸い体躯に細い2本の手足が生えている。
3. 代替くん
  - 人間に似たシルエットのかいじゅう。人間の口から入り込んで、人間の肉体を乗っ取る。
4. ホッファ
  - 頭部が巨大な手になっているかいじゅう。頭の前には巨大な眼球が2つ浮遊している。全長1mほど。
  - 「米津玄師 2016 TOUR / はうる」で販売された「かいじゅうパーカー」の袖にホッファのイラストがプリントされている。
5. くも家族
  - 全長4mにもなる巨大な蜘蛛と、それに寄生している小人で構成されるかいじゅう。砂漠に棲息している。小人は蜘蛛の体のメンテナンスや補助をし、蜘蛛は小人を外敵から守り、獲物を分け与える。
6. キャンディ魔術師
  - 三つ頭で手に杖を持ったかいじゅう。人間に向かって呪文を唱えて、人型のキャンディに変えてしまう。
7. 人になる木
  - 人間の下半身から木と両腕が生えた姿のかいじゅう。成長するとやがて人間そのものになる。
8. 子連れ毛玉
  - 二足歩行で全身が体毛で覆われた姿のかいじゅう。盲目で、頭に乗せた自分の子供に視覚を補ってもらっている。
  - 米津の3rdアルバム『Bremen』収録曲の「フローライト」のMVに子連れ毛玉と似たキャラクターが登場している。
  - 「かいじゅうずかんフィギュア〈子連れ毛玉〉」としてグッズ化されている。
9. スライスヘッド
  - 薄切りの頭が段上に重なった姿のかいじゅう。
  - 米津の2ndアルバム『YANKEE』のジャケットに、スライスヘッドと似たキャラクターが登場している。
10. いれこぐち
  - 巨大な頭部から足だけが生えた姿のかいじゅう。有袋類で、口の中で子どもを守っており、その子どもの中にも次の子どもが保護されているマトリョーシカのような状態である。
  - 初期のREISSUE RECORDSの公式サイトに、いれこぐちに少し似たキャラクターが登場している。
11. ウータン
  - 常に大口を開けたかいじゅう。食事も億劫なほどの面倒臭がり。体長50cmから1m。
12. 脚なし
  - 脚がなく、四本の腕を持ったかいじゅう。常に部屋の天井にぶらさがっている。
13. クラン
  - 体長20〜40cmほどの小さなかいじゅう。姿の違う仲間がいくつか存在する。
  - 「スペースシャワーTV米津玄師ＳＰＥＣＩＡＬ」の「STATION ID」にクランと似たキャラクターが登場している。
  - クランの姿が描かれたTシャツや5種類のキーホルダーか発売されている（現在SOLD OUT）。
14. マドロ
  - 巨大なぬいぐるみの姿をしたかいじゅう。自分の体に人間を縫いつけ、その人間の生気を吸い取って生きている。
15. ハンマー人
  - 槌状の頭を持ったかいじゅう。危害を加えてきた相手に頭突きを食らわす。人間的な身体だが体長は2〜3mにもなる。
16. マチボーケ
  - 案山子のような外見のかいじゅう。道行く人をただ眺め、大切な人を待っている。時に似ている別人を追跡する。
17. 女憑きがえる
  - 優れた容姿の女の子にとり憑く巨大な蛙。とり憑いた女の子を徐々に液体へ変化させる。
18. 内臓たち
  - 肋骨の中で生きているかいじゅう。多くの個体が存在し、すべてを集めて1つの個体となる。

書籍の表紙（箱の表面）にも用いられている。
19. 憧れる子
  - 死んだ子どもがかいじゅうになった姿。大人になることを諦められず、親の服を着て半永久的に街を徘徊する。
20. フラワーマン
  - 身体から花が咲くようになった元人間。花に生気を吸われて徐々に衰弱してゆく。
  - 米津の1stシングル「サンタマリア」のMVにて、米津が全身に花を咲かせた衣装で出演しており、ビデオが進むにつれて花が増加し、生気を失っていく描写がフラワーマンと一致している。
21. アンネ
  - マトリョーシカに擬態したかいじゅう。人間が近づくと骸骨の腕を露わにして人間の首を絞め、苦しむ表情を楽しむ。
  - 米津の1stアルバム『diorama』のCDの表面に同じ姿のイラストが描かれている。
22. ものとりわらべ
  - ゴブリンのような姿のかいじゅう。人の物を盗んでいた子どもがいつの間にかものとりわらべになってしまった。
23. プレイヤ
  - 宗教信者が過酷な瞑想の果てに変貌したかいじゅう。人間当時の姿とはかけ離れているが、祈る手は生前のままである。
24. 潜水男
  - 潜水夫だった男が潜水服と一体化し、かいじゅうとなった姿。海の底で暮らし、海底を探索している。
  - 2017年11月1日から開始したライブツアー「米津玄師 2017 TOUR / Fogbound」の物販に販売されるガチャガチャ「リイシューオールスターズ」に、3頭身にリメイクされた潜水男と思われるキャラクターが登場している。
25. びっくりベッド
  - 民家に忍び込み、子どものベッドを奪って親を驚かせるかいじゅう。驚かせると満足してすぐに出ていく。
26. つぼ隠し
  - 巨大なタコに似たかいじゅう。人間を棲処であるツボに引きずり込む。
27. 消息通知人
  - ペストマスクを被った不気味な風貌のかいじゅう。死期が近い人間の前に現れ、旗を振ってそれを知らせる。
  - 「かいじゅうずかんフィギュア〈消息通知人〉」としてグッズ化されている。
28. 鳥紛い
  - 鳥に似た顔のかいじゅう。体長2.5〜3m。翼はなく飛行はできない。危険を察知すると2本の腕を使って猛スピードで逃走する。
29. 祭典竜
  - 祭りのために作られた恐竜に意思が宿ってかいじゅうとなった。祭囃子を聞くと踊り出す。
30. とりのつかい
  - 鳥の頭部を持ったかいじゅう。体長3.5m。ある祝日に現れ、子どもにパンを配って回る。
31. シャルル
  - 毎日に疲れた人間に寄生するかいじゅう。寄生した人間の意識を乗っ取り、その人間の人生をすべて肩代わりする。
32. 目隠し帽子
  - 頭部を完全に覆うマスクを被ったかいじゅう。身体は人間と見分けがつかないため、実はかいじゅうではなく人間なのではないかと疑われている。
33. 風船頭
  - 事故で頭部を失った子どもがかいじゅうになった姿。常に風船を持っており、これを手放すと死んでしまう。
34. リトルキング
  - 頭がジャガイモでできた小さなかいじゅう。常に仲間を探している。
  - 「かいじゅうずかんフィギュア〈リトルキング〉」としてグッズ化され、REDとBLUEの二種類が販売されている。
35. 監視員
  - 五本足のかいじゅう。非常に目が発達しており、縄張りを守るために周囲を監視している。
36. 邪気煙
  - 煙のかいじゅう。普段は煙草に擬態し、人間に吸われるのを待っている。自身を吸った人間の邪気を依代にして出現する。
  - 「米津玄師 2016 TOUR / はうる」で販売された「かいじゅうスリーブT」に邪気煙のイラストが印刷されている。
37. 外套紳士
  - 常に空中を漂っているかいじゅう。真っ黒な外套を着た成人男性の姿。下顎がないために言葉を発せられないが、他人の脳内に自分のイメージを飛ばして意思疎通をこなす。
38. スクラッパー
  - 細長い四肢を持ったかいじゅう。ゴミ捨て場に捨てられた子どもがかいじゅうになった姿。スクラップを食べて生きている。
39. プライド
  - ワニに似た口のかいじゅう。全身を布で覆っており、自分の素顔を見られることを極端に嫌っている。
40. 狼人
  - 二足歩行の狼のような姿をしたかいじゅう。気力のない生活をしているが、時折滅茶苦茶な踊りを披露する。
  - 米津の4thシングル『アンビリーバーズ』の表題曲のMVに狼人と似た姿のキャラクターが登場している。
41. かいじゅう
  - 体の構造は人間と違うが、外見は人間と区別ができない。自分のことをかいじゅうではなく人間だと思っている。

この他に、目次カードのイラストには新たな２体の「かいじゅう」が確認できる（41が乗っているラクダのような１体と、一緒に乗っている40の後ろにいる１体）が、いずれも名前と生態は不明である。

## 復刻版
「初版」発売後、長い間品切れとなっていた単行本『かいじゅうずかん』を、約3年の時を経てそのままの形で限定復刻した版。オリジナル同様に41体の「かいじゅう」たちのイラストを表面に、名前と生態を裏面に印刷した、Ｂ５サイズの「かいじゅうカード」とCD「love」を箱に収めた仕様となっている。
しかしバーコ印刷ができる工場が非常に限られてきたことにより、ごく僅かな量しか生産をすることが出来ず、また印刷に使用する素材も輸入に頼らざるを得なくなった事により、印刷のコストが大幅に高騰してしまった。そのため、価格は初版の約２倍と大幅に値上げせざるを得ない状況となり、今回の重版分にて「復刻版」は最終出版という形を取ることを出版元が表明した。

## 新装版
オリジナル仕様で重版をし続けることが困難となったため、印刷の仕様を変更することで価格を抑え、ハードカバーの手に馴染むサイズ感の本として軽量化された「新装版」が「復刻版」と同時に出版された。
主な違いは次のとおり。
- カードを箱に収める形から絵本様の冊子になっている
- 「かいじゅう」のイラストとそれぞれの名前・生態が見開きになっている
- イラストは縮小されている（約８５％）
- 米津自筆の「かいじゅう」の名前が活字になっている
- 名前・生態が色地に白抜き文字から白地に黒文字となっている
- ＣＤは表紙裏に収納されている

## love
「love」は米津が本作『かいじゅうずかん』の世界観に合わせて書き下ろした楽曲で、登場する「かいじゅう」が持つ孤独やジレンマを「どんなことがあっても」「それでも」と表現されている。
CDには「love」1曲のみが収録されている。CDケースは、白地に黒色の小さなハートが描かれているシンプルなデザインの紙ジャケット仕様。
「かいじゅうずかん」が発売される以前に「米津玄師 2016 TOUR / はうる」で新曲として披露された。
また2017年11月1日から開始した「米津玄師 2017 TOUR / Fogbound」では、映像作家加藤隆が制作したアニメーション映像に合わせて演奏された。映像に使用された一部のイラストが加藤のTwitterに投稿されている。
なお、2020年8月5日、5thアルバム『STRAY SHEEP』のリリースと同時に開始された各定額制音楽配信サービスにて、ハチ名義の楽曲を含む全楽曲が配信されるようになったが、唯一この曲のみリストから除外されている。

### CD
| #         | タイトル  | 作詞・作曲 | 時間 |
| --------- | --------- | ---------- | ---- |
| 1.        | 「love」  | 米津玄師   | 5:02 |
| 合計時間: | 合計時間: | 合計時間:  | 5:02 |